# Saint-Erblon (Mayenne)
Saint-Erblon is een gemeente in het Franse departement Mayenne (regio Pays de la Loire) en telt 148 inwoners (2005). De plaats maakt deel uit van het arrondissement Château-Gontier.

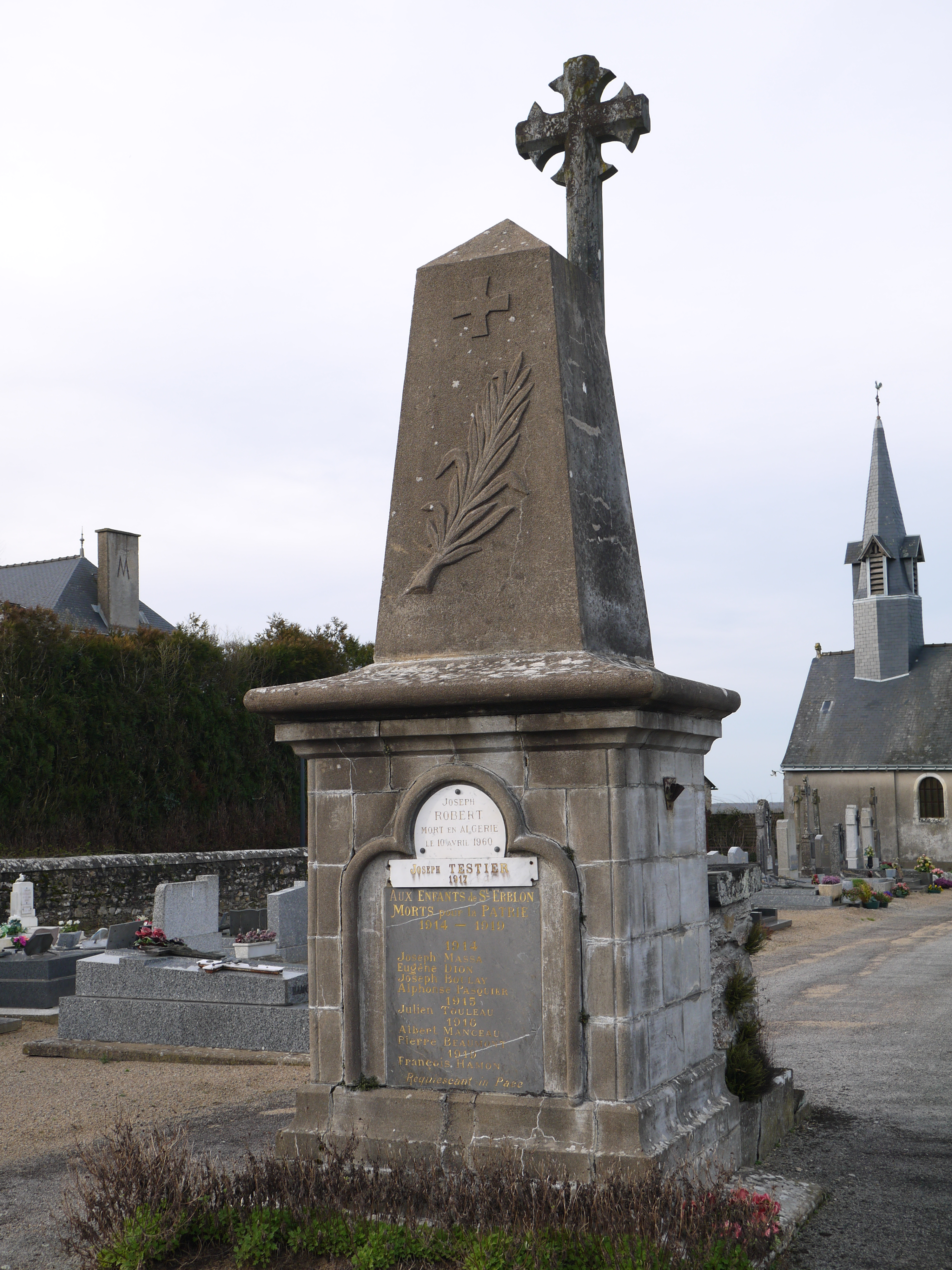
Oorlogsmonument
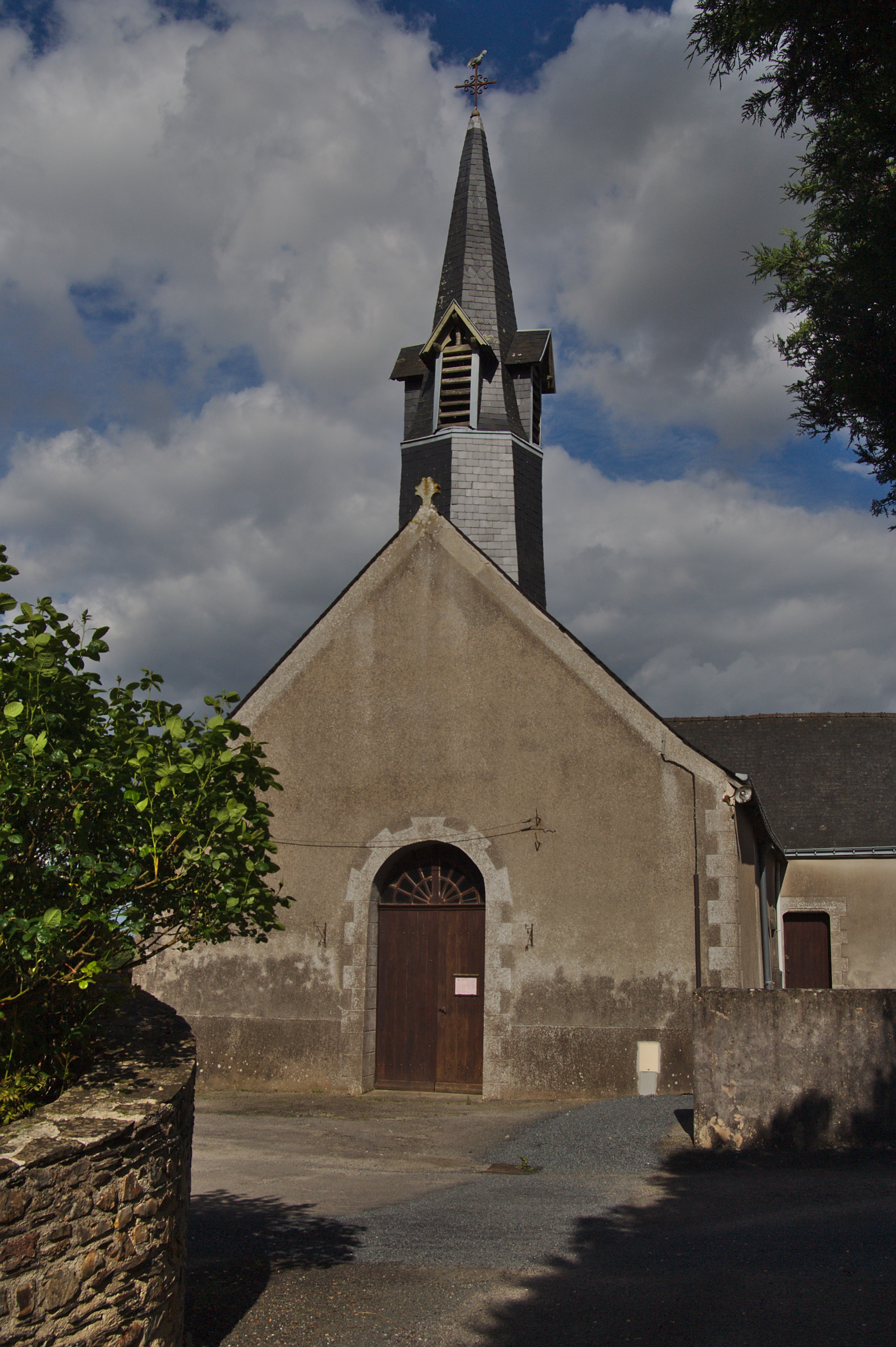
Kerk van Saint-Erblon

## Geografie
De oppervlakte van Saint-Erblon bedraagt 5,6 km², de bevolkingsdichtheid is 26,4 inwoners per km².

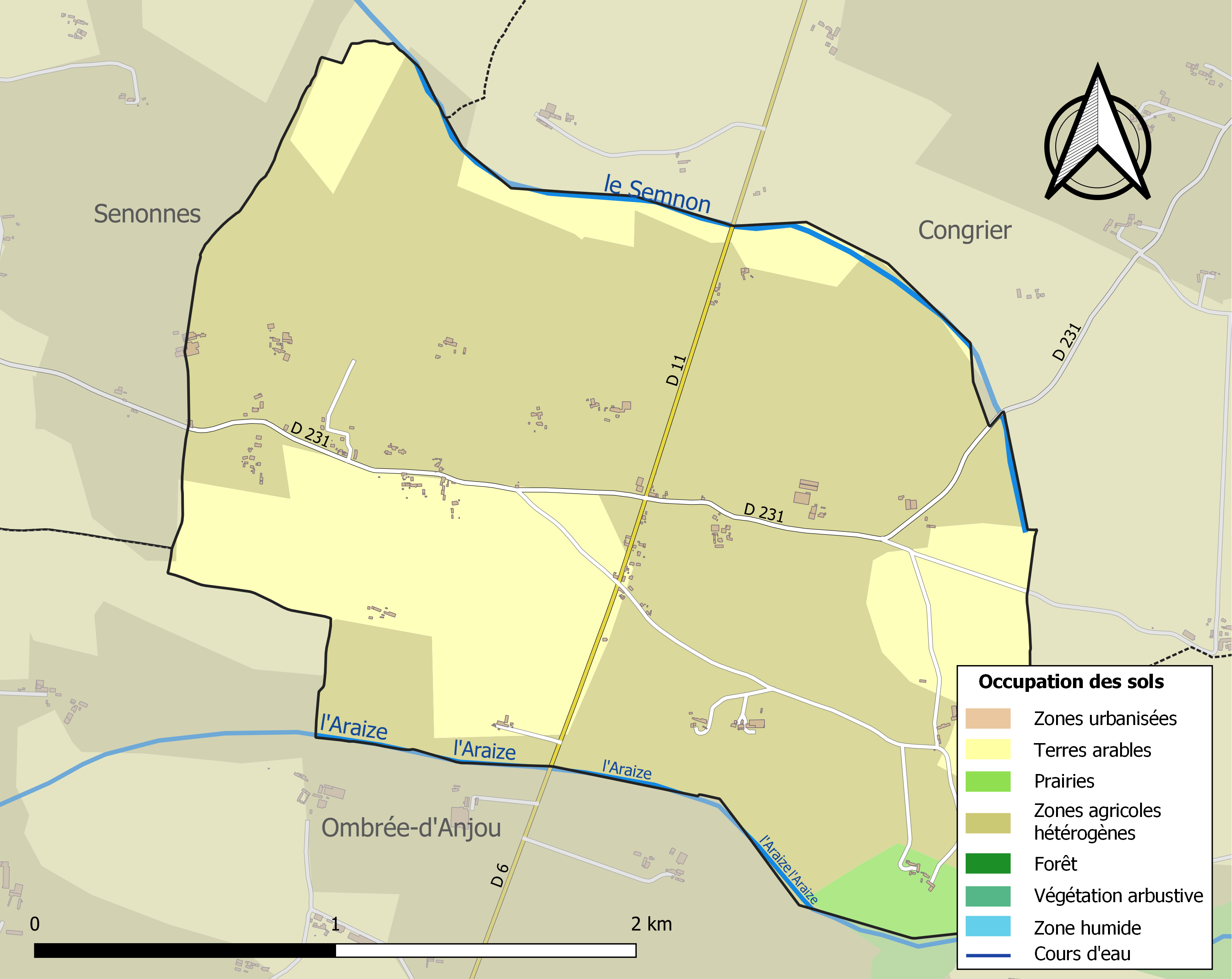
Kaart van de gemeente met de belangrijkste infrastructuur, bodemgebruik en omliggende gemeenten

## Demografie
Onderstaande figuur toont het verloop van het inwonertal (bron: INSEE-tellingen).